# Globoflexia

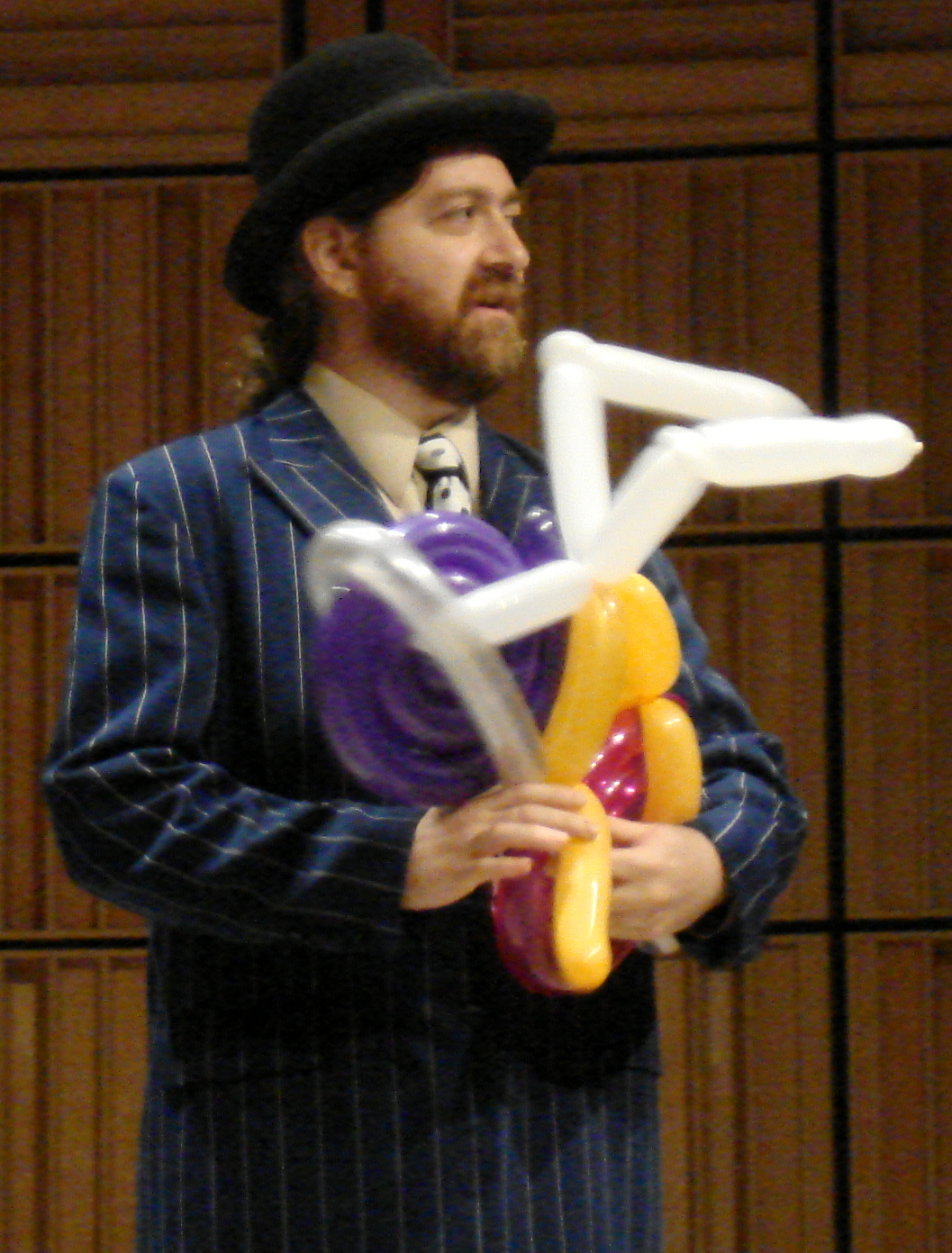
Artista de globoflexia.

La globoflexia o torsión de globos es una práctica y arte común en el mundo circense que consiste en manipular y modelar los globos hasta lograr que adopten una forma determinada, como la de un animal u objeto.
Se trata de una práctica frecuente en el mundo circense, pero también es utilizada por magos o payasos que se dedican a animar fiestas infantiles. Asimismo, es muy común la utilización de la globoflexia para la decoración de eventos como fiestas de nacimiento, para las que se crean figuras como sonajeras, animales y otras que dependerán del género del bebé. En el caso de las fiestas de cumpleaños infantiles, es común que el animador contratado se encargue de hacer las figuras a solicitud de los niños asistentes.
Las técnicas de torsión con globos han evolucionado grandemente durante los últimos años permitiendo la creación de accesorios especializados para decoradores como infladores, clips, moldes, entre otros. Adicionalmente, el nivel de habilidad exigido para practicar este arte es variable puesto que existen diseños que van desde figuras sencillas hechas de un único globo hasta otras más complejas compuestas de distintos tipos y tamaños de globo.
Dos de los principales estilos de diseño son el modelado sencillo, que se restringe al uso de un globo por modelo, y el modelado múltiple, que utiliza más de un globo. Cada estilo tiene su propio conjunto de dificultades y niveles, pero pocos modeladores que hayan alcanzado un nivel intermedio o avanzado se limitan a un único estilo. Pueden cambiar fácilmente entre los dos métodos en función de las circunstancias. Las técnicas de modelado han evolucionado para incluir un surtido de movimientos muy complejos. También ha surgido un vocabulario altamente especializado para describir las técnicas utilizadas y las creaciones resultantes.
Puesto que es un arte destinado al entretenimiento de un público también se han desarrollado estilos de la manipulación de los globos e incluso un vocabulario bastante especializado para las técnicas y figuras que resultan de la manipulación de los mismos.
Para la práctica de la globoflexia es necesario contar con globos especiales que resistan la compleja manipulación a la que pueden ser sometidos para no correr el riesgo de que se revienten. Los más habituales son los globos pencil o largos del código "260" en el que el primer dígito (2) y los dos siguientes (60) hacen referencia al tamaño del diámetro y largo del globo una vez inflado respectivamente. De forma similar, los globos redondos pueden ser usados, aunque con una menor frecuencia debido a su prácticamente nula capacidad para ser moldeados una vez inflados. Ambos son muy fáciles de encontrar y con ellos es posible realizar más del 95% de las figuras. Existe distintas calidades de globo según el fabricante.
Aunque algunos animadores son capaces de inflar los globos 260 con la boca, es mucho más saludable utilizar un inflador.